# Голенищев-Кутузов Павло Іванович
Павло Іванович Голенищев-Кутузов (1 (12) листопада 1767, Санкт-Петербург — 13 (25) вересня 1829, Твер) — військовий, діяч системи освіти, сенатор, літератор Російської імперії.

## Біографія
Народився 1 (12) листопада 1767 року в Санкт-Петербурзі. Походив з старовинного новгородського дворянського роду. Син президента Адміралтейств-колегії Івана Логгіновича Голенищева-Кутузова та Євдокії Іллівни Бібікової (1743—1807; на її сестрі був одружений Михайло Голенищев-Кутузов). Отримав домашню освіту.
В січні 1776 року записаний кадетом у Дніпровський пікінерський полк. З 1780 року — поручник. У 1783 році в чині капітана почав службу при Григорії Потьомкіні, був його ординарецем. У січні 1785 року переведений у флот генерал-ад'ютантом у штаб адмірала Самуїла Грейга. У ході російсько-шведської війни 1788—1790 років брав участь у Гогландській морській битві в липні 1788 року і був відправлений з донесенням про нього до імператриці; підвищений з цієї нагоди в підполковники 10 липня 1786 року, з призначенням у Павловський драгунський полк. З 1788 року служив у Псковському драгунському полку. Під час бойових дій проти шведів поранений в руку і в чоло. З 1794 року служив у Катеринославському кирасірском полку.
У 1798 році перейшов на цивільну службу, отримав чин дійсного статського радника. З кінця серпня 1805 по 1821 рік сенатор 1 відділення 6 (кримінального, касаційного) департаменту Сената в Москві. 26 липня 1821 року усунутий від присутності в Сенаті.
З березня 1798 до кінця листопада 1803 року — куратор Московського університету (одночасно з М. М. Херасковим, Ф. Н. Голіциним і М. І. Коваленским). При влаштуванні університету за новим статутом посаду куратора була скасована, і Голенищев-Кутузов 20 листопада 1803 року був зарахований до герольдії, з нагородженням Орденом Святої Анни I ступеня. З 1806 року — почесний член Московського університету, в 1812—1814 роках — його віце-президент.
У 1810—1812 роках — член Головного правління училищ. З кінця травня 1810 року — попечитель Московського університету і Московського навчального округу (призначений на цю посаду за протекцією І. В. Гудовича, одруженого з сестрою Олексія Розумовського, тодішнього міністра народної освіти). На цій посаді створив Кафедру слов'янської мови і Товариство любителів російської словесності при Московському університеті. Виступив з проектом перетворення Благородного пансіону при університеті в кадетський корпус і «планом нового способу навчання в університеті» і за ці труди отримав чин таємного радника і діамантовий перстень.
Попечительство Кутузова в Москві збіглося з часом розорення Москви, її університету і більшої частини навчальних закладів округу. Над відновленням будівель університету, його бібліотеки, різних багатих колекцій він сумлінно працював. Оглядав, за Височайшим повелінням, Демидівське училище в Ярославлі і навчальні заклади в декількох губерніях. Писав доповідні на професорів, запідозрених у вільнодумстві, продовжував свої нападки на Н. М. Карамзіна. В кінці грудня 1816 року відставлений з посади попечителя. З 1820 року — ординарний член Імператорського Товариства випробувачів природи при Московському університеті.
Був масоном і досточтимим майстром масонської ложі «Вмираючий Сфінкс».
Поет, перекладач.
7 листопада 1796 року підніс імператору Павлу оду на його сходження на престол, за що був підвищений до полковника і нагороджений золотою табакеркою. 2 серпня 1799 року отримав діамантовий перстень за  оду на перемоги російських військ в Італії. Час з 1805 по 1810 рік найбільш багатий його творами — переважно урочистими одами на різні випадки; до цього ж часу відноситься його переклад Піндара і поеми Берні «Чотири частини дня». Брав участь у кампанії з дискредитації Н. М. Карамзіна. У 1801 році співпрацював в «Московському журналі». Був близький до гуртка літераторів-архаїстів адмірала А. С. Шишкова.
З січня 1803 року дійсний член Російської академії. У 1804—1806 роках разом з Д. І. Хвостовим та Р. С. Салтиковим видавав журнал «Друг просвіти». У 1806 році співпрацював у періодичному виданні «Ліцей». Співпрацював у «Друзі юнацтва».
З 1810 року — почесний член Фізико-медичного товариства при Московському університеті. Із січня 1811 року — почесний член Санкт-Петербурзької Академії наук. З 1811 року — почесний член Бесіди любителів російського слова. З 1811 року — почесний член Товариства любителів російської словесності при Московському університеті. З 1812 року — почесний член Товариства лікарських та фізичних наук при Московському університеті. З 1812 року — член (деякий час — почесний член) Товариства історії і старожитностей російських при Московському університеті. З 1815 року — почесний член Філармонічного товариства в Санкт-Петербурзі. З 1819 року — почесний член Казанського товариства любителів вітчизняної словесності, Харківського університету; Товариства любителів російської словесності, заснованого при Ярославському Демидівському училищі вищих наук. У 1819—1821 роках — почесний член Товариства любителів комерційних знань (при Московській практичної комерційної академії). В 1820 році — почесний член Московського товариства сільського господарства.
Помер 13 (25) вересня 1829 року в Твері. Похований в селі Кузнецово Рамешковского району Тверської області. Могила та пам'ятник збереглися до нашого часу.

## Родина
Був одружений з княжною Оленою Іванівною Долгорукою (померла у 1850 році). Подружжя мало двох дітей:
- Авдотья (1795—1863) — російська поетеса та письменниця, дружина Ф. Н. Глінки.
- Іван (1796—1840) — колезький радник .

## Нагороди
- Орден Святої Анни I ступеня (20.11.1803)[6].